# Castillo de Ganalur
El castillo de Ganalur está situado en el término municipal de Vallat (Provincia de Castellón, España).
Existen muy pocos datos referentes a este castillo. Sabemos que ya existía en los siglo XIII y XIV porque existen documentos que así lo atestiguan. En el Llibre del Repartiment se deja clara su existencia, donde se indica su proximidad al castillo de la Mola del Bou Negre, en Argelita, y en el cual queda constancia de la orden de destrucción del castrum et villa de Ganalur. Es por esta razón que hoy se encuentra arruinado totalmente e incluso es difícil encontrar su ubicación exacta. 
Sus ruinas se encuentran en una loma situada al oeste de Vallat, en una zona muy próxima a las demarcaciones de Argelita y Toga. 
El castillo debió defender el límite de la baronía de Arenós y pertenecía al almohade Abú Zayd, como la mayor parte de estos territorios. 
Únicamente se observan diversos y esparcidos restos que debieron de pertenecer a esta fortaleza.